# Serie A2 1997-1998 (rugby a 15)
La serie A2 1997-98 fu il 64º campionato di seconda divisione di rugby a 15 in Italia.
Si tenne dal 16 novembre 1997 al 10 maggio 1998 tra 12 squadre ripartite in 2 gironi paritetici da 6 squadre ciascuna nella prima fase, che servì a determinare la composizione dei gironi della seconda fase con cui furono stabilite promozioni e retrocessioni.
Il campionato fu vinto dal CUS Padova, alla sua prima promozione in prima divisione, che così guadagnò anche il diritto di disputare i play-off scudetto di A/1; alle sue spalle il Parma, al ritorno in A1
Furono Casale, Partenope e Tarvisium a retrocedere in serie B.
Mirano, originariamente terzo della poule promozione, fu successivamente ripescato in serie A1 per la stagione successiva quando l'Amatori Milano sciolse la prima squadra per motivi economici e cedette il titolo sportivo al Calvisano nella stessa serie, liberando quindi un posto in massima divisione.

## Squadre partecipanti

### Girone A
| Club            | Sponsor | Città   | Impianto interno          |
| --------------- | ------- | ------- | ------------------------- |
| Amatori Catania |         | Catania | Stadio Goretti            |
| CUS Padova      |         | Padova  | Impianti sportivi Piovego |
| Mirano          | Lofra   | Mirano  | Stadio di rugby           |
| Rovato          | Pagani  | Rovato  | Stadio Pagani             |
| Tarvisium       |         | Treviso | Campo San Paolo           |
| Viadana         | Arix    | Viadana | Stadio Zaffanella         |

### Girone B
| Club       | Sponsor     | Città           | Impianto interno   |
| ---------- | ----------- | --------------- | ------------------ |
| Brescia    | DAC         | Brescia         | Stadio Invernici   |
| Casale     | Depofarma   | Casale sul Sile | Stadio Eugenio     |
| Colleferro | Serenissima | Colleferro      | Stadio Natali      |
| Paese      |             | Paese           | Stadio Visentin    |
| Parma      | CariParma   | Parma           | Stadio f.lli Cervi |
| Partenope  |             | Napoli          | Stadio Collana     |

## Formula
Nella prima fase le 12 squadre furono ripartite su due gironi all'italiana da 6 squadre ciascuno, in ognuno delle quali esse si incontrarono con gare di andata e ritorno.
Al termine della prima fase, le prime tre classificate di ciascun girone andarono a formare la poule scudetto di sei squadre; parimenti le ultime tre classificate di ciascun girone furono riunite nella poule salvezza.
Le prime due classificate della poule promozione furono ammesse in serie A1 per la stagione successiva e la prima di esse partecipò anche ai play-off scudetto della stagione di A1 in corso; le ultime tre della poule salvezza retrocedettero in serie B.

## Prima fase

### Girone A
|       | 1ª/6ª giornata        |       |
| ----- | --------------------- | ----- |
| 20-19 | Am. Catania - Viadana | 5-56  |
| 29-9  | CUS Padova - Rovato   | 8-23  |
| 24-12 | Mirano - Tarvisium    | 30-22 |
|       |                       |       |
|       | 4ª/9ª giornata        |       |
| 32-26 | CUS Padova - Viadana  | 7-39  |
| 59-6  | Mirano - Am. Catania  | 20-7  |
| 22-17 | Tarvisium - Rovato    | 14-19 |

|       | 2ª/7ª giornata           |       |
| ----- | ------------------------ | ----- |
| 8-20  | Viadana - Mirano         | 16-40 |
| 12-13 | Tarvisium - CUS Padova   | 28-43 |
| 62-9  | Rovato - Am. Catania     | 15-41 |
|       |                          |       |
|       | 5ª/10ª giornata          |       |
| 24-32 | Am. Catania - CUS Padova | 12-94 |
| 28-18 | Viadana - Tarvisium      | 24-27 |
| 13-25 | Rovato - Mirano          | 27-16 |

|       | 3ª/8ª giornata          |       |
| ----- | ----------------------- | ----- |
| 19-33 | Am. Catania - Tarvisium | 15-36 |
| 30-15 | Viadana - Rovato        | 17-23 |
| 27-11 | Mirano - CUS Padova     | 24-33 |

#### Classifica
|  |    | Squadra         | G  | V | N | P | PF  | PS  | P±   | B | Pt |
|  | -- | --------------- | -- | - | - | - | --- | --- | ---- | - | -- |
|  | 1. | Mirano          | 10 | 8 | 0 | 2 | 285 | 155 | 130  | 0 | 16 |
|  | 2. | CUS Padova      | 10 | 7 | 0 | 3 | 302 | 224 | 78   | 0 | 14 |
|  | 3. | Rovato          | 10 | 5 | 0 | 5 | 223 | 211 | 12   | 0 | 10 |
|  | 4. | Viadana         | 10 | 4 | 0 | 6 | 263 | 207 | 56   | 0 | 8  |
|  | 5. | Tarvisium       | 10 | 4 | 0 | 6 | 224 | 232 | −8   | 0 | 8  |
|  | 6. | Amatori Catania | 10 | 2 | 0 | 8 | 158 | 426 | −268 | 0 | 4  |

### Girone B
|       | 1ª/6ª giornata      |       |
| ----- | ------------------- | ----- |
| 26-18 | Colleferro - Casale | 25-14 |
| 19-16 | Paese - Parma       | 23-29 |
| 15-13 | Brescia - Partenope | 8-47  |
|       |                     |       |
|       | 4ª/9ª giornata      |       |
| 28-11 | Paese - Colleferro  | 21-21 |
| 16-20 | Brescia - Parma     | 9-21  |
| 21-41 | Partenope - Casale  | 17-27 |

|       | 2ª/7ª giornata       |       |
| ----- | -------------------- | ----- |
| 34-8  | Parma - Colleferro   | 19-17 |
| 16-22 | Partenope - Paese    | 21-62 |
| 5-28  | Casale - Brescia     | 12-31 |
|       |                      |       |
|       | 5ª/10ª giornata      |       |
| 29-19 | Colleferro - Brescia | 16-25 |
| 30-17 | Parma - Partenope    | 33-44 |
| 20-11 | Casale - Paese       | 0-29  |

|       | 3ª/8ª giornata         |       |
| ----- | ---------------------- | ----- |
| 18-13 | Colleferro - Partenope | 15-15 |
| 0-10  | Paese - Brescia        | 11-15 |
| 26-7  | Parma - Casale         | 33-0  |

#### Classifica
|  |    | Squadra    | G  | V | N | P | PF  | PS  | P±   | B | Pen | Pt |
|  | -- | ---------- | -- | - | - | - | --- | --- | ---- | - | --- | -- |
|  | 1. | Parma      | 10 | 8 | 0 | 2 | 261 | 160 | 101  | 0 | 0   | 16 |
|  | 2. | Brescia    | 10 | 6 | 0 | 4 | 176 | 174 | 2    | 0 | 0   | 12 |
|  | 3. | Paese      | 10 | 5 | 1 | 4 | 226 | 159 | 67   | 0 | 0   | 11 |
|  | 4. | Colleferro | 10 | 4 | 2 | 4 | 188 | 206 | −18  | 0 | 0   | 10 |
|  | 5. | Partenope  | 10 | 2 | 1 | 7 | 224 | 271 | −47  | 0 | 0   | 5  |
|  | 6. | Casale     | 10 | 3 | 0 | 7 | 144 | 247 | −103 | 0 | 1   | 5  |

## Seconda fase

### Poule salvezza
|       | 1ª/6ª giornata          |       |
| ----- | ----------------------- | ----- |
| 21-13 | Viadana - Casale        | 23-16 |
| 15-19 | Am. Catania - Partenope | 20-10 |
| 27-10 | Colleferro - Tarvisium  | 19-24 |
|       |                         |       |
|       | 4ª/9ª giornata          |       |
| 33-26 | Viadana - Colleferro    | 10-45 |
| 27-10 | Am. Catania - Casale    | 10-27 |
| 16-21 | Partenope - Tarvisium   | 7-62  |

|       | 2ª/7ª giornata           |       |
| ----- | ------------------------ | ----- |
| 19-28 | Tarvisium - Am. Catania  | 12-20 |
| 14-18 | Casale - Colleferro      | 24-59 |
| 23-31 | Partenope - Viadana      | 5-66  |
|       |                          |       |
|       | 5ª/10ª giornata          |       |
| 30-31 | Tarvisium - Viadana      | 21-21 |
| 33-23 | Colleferro - Am. Catania | 17-32 |
| 17-15 | Casale - Partenope       | 22-12 |

|       | 3ª/8ª giornata         |       |
| ----- | ---------------------- | ----- |
| 30-11 | Tarvisium - Casale     | 19-31 |
| 20-18 | Am. Catania - Viadana  | 18-35 |
| 31-15 | Colleferro - Partenope | 24-12 |

#### Classifica
|  |    | Squadra         | G  | V | N | P | PF  | PS  | P±   | B | Pt |
|  | -- | --------------- | -- | - | - | - | --- | --- | ---- | - | -- |
|  | 1. | Viadana         | 10 | 7 | 1 | 2 | 289 | 217 | 72   | 0 | 15 |
|  | 2. | Colleferro      | 10 | 7 | 0 | 3 | 299 | 197 | 102  | 0 | 14 |
|  | 3. | Amatori Catania | 10 | 6 | 0 | 4 | 213 | 200 | 13   | 0 | 12 |
|  | 4. | Tarvisium       | 10 | 4 | 1 | 5 | 248 | 211 | 37   | 0 | 9  |
|  | 5. | Casale          | 10 | 4 | 0 | 6 | 185 | 234 | −49  | 0 | 8  |
|  | 6. | Partenope       | 10 | 1 | 0 | 9 | 134 | 309 | −175 | 0 | 2  |

### Poule promozione
|       | 1ª/6ª giornata       |       |
| ----- | -------------------- | ----- |
| 15-14 | Mirano - Paese       | 32-19 |
| 45-10 | CUS Padova - Brescia | 20-24 |
| 9-57  | Rovato - Parma       | 31-37 |
|       |                      |       |
|       | 4ª/9ª giornata       |       |
| 30-22 | CUS Padova - Mirano  | 37-31 |
| 27-49 | Rovato - Brescia     | 13-38 |
| 47-17 | Parma - Paese        | 74-15 |

|       | 2ª/7ª giornata     |       |
| ----- | ------------------ | ----- |
| 28-33 | Parma - CUS Padova | 36-27 |
| 28-18 | Brescia - Mirano   | 21-25 |
| 34-15 | Paese - Rovato     | 29-26 |
|       |                    |       |
|       | 5ª/10ª giornata    |       |
| 57-27 | Mirano - Rovato    | 31-26 |
| 9-29  | Brescia - Parma    | 8-13  |
| 11-9  | Paese - CUS Padova | 19-71 |

|       | 3ª/8ª giornata      |       |
| ----- | ------------------- | ----- |
| 13-8  | Mirano - Parma      | 17-16 |
| 39-6  | CUS Padova - Rovato | 49-23 |
| 27-17 | Brescia - Paese     | 26-22 |

#### Classifica
|  |    | Squadra    | G  | V | N | P  | PF  | PS  | P±   | B | Pt |
|  | -- | ---------- | -- | - | - | -- | --- | --- | ---- | - | -- |
|  | 1. | CUS Padova | 10 | 7 | 0 | 3  | 360 | 210 | 150  | 0 | 14 |
|  | 2. | Parma      | 10 | 7 | 0 | 3  | 345 | 179 | 166  | 0 | 14 |
|  | 3. | Mirano     | 10 | 7 | 0 | 3  | 261 | 226 | 35   | 0 | 14 |
|  | 4. | Brescia    | 10 | 6 | 0 | 4  | 240 | 229 | 11   | 0 | 12 |
|  | 5. | Paese      | 10 | 3 | 0 | 7  | 197 | 342 | −145 | 0 | 6  |
|  | 6. | Rovato     | 10 | 0 | 0 | 10 | 203 | 420 | −217 | 0 | 0  |

## Verdetti
- CUS Padova e Parma: promosse in serie A1 1998-99
- CUS Padova: ammesso ai play-off scudetto di serie A1 1997-98
- Mirano: ripescata in serie A1 1998-99[1]
- Casale, Partenope e Tarvisium: retrocesse in serie B serie A1 199-99